# Championnat du Luxembourg de football 2005-2006
Navigation
Saison précédente Saison suivante
La saison 2005-2006 du Championnat du Luxembourg de football est la 92e édition du championnat de première division au Luxembourg. C'est la dernière saison où la compétition comporte deux phases : les douze meilleurs clubs du pays se retrouvent au sein d'une poule unique, la Division Nationale, où ils s'affrontent deux fois, à domicile et à l'extérieur. À l'issue de cette première phase, les quatre premiers disputent une poule pour le titre tandis que les huit derniers disputent la phase de relégation : les huit clubs sont répartis en deux poules de quatre et se rencontrent deux fois, le dernier de chaque poule dispute un barrage face à un club de D2. À partir de la saison prochaine, la Division Nationale comptera quatorze clubs qui s'affronteront en matchs aller-retour au sein d'une poule unique, la deuxième phase sera supprimée. Pour permettre le passage de douze à quatorze clubs, il y aura deux clubs promus directement de D2, les vainqueurs des matchs de barrage seront aussi qualifiés pour disputer la prochaine saison.
C'est le F91 Dudelange, tenant du trophée, qui remporte à nouveau le titre national pour la 5e fois de son histoire. Le club de Dudelange réussit même le doublé Coupe-championnat en battant la Jeunesse d'Esch en finale de la Coupe du Luxembourg. La relégation la saison dernière en Promotion d'Honneur de deux clubs de la ville de Luxembourg a entraîné la création d'une nouvelle entité, fruit de la fusion de trois clubs de la ville : les deux relégués, le CA Spora Luxembourg et l'Union Luxembourg ainsi que le club qui s'est maintenu en D1, le CS Alliance 01. Ces trois clubs forment le Racing FC Union Luxembourg qui prend donc la place du CS Alliance 01 au sein de l'élite. À noter le parcours désastreux de l'Avenir Beggen lors de la première phase avec aucune victoire et seulement cinq matchs nuls, qui condamne le club aux barrages D1-D2 avant la deuxième phase (le club démarre la 2e phase avec dix-huit points de retard sur l'avant-dernier).

## Les 12 clubs participants
| - F91 Dudelange - CS Grevenmacher - Victoria Rosport - FC Wiltz 71 - UN Käerjeng - Promu de Promotion d'Honneur - Jeunesse d'Esch | - US Rumelange - Promu de Promotion d'Honneur - CS Pétange - Swift Hesperange - FC Avenir Beggen - Racing FC Union Luxembourg - Etzella Ettelbruck |

## Compétition
Le barème utilisé pour établir tous les classements est le suivant :
- Victoire : 3 points
- Match nul : 1 point
- Défaite : 0 point.

### Première phase
| Rang | Équipe                     | Pts | J  | G  | N | P  | Bp | Bc | Diff |
| ---- | -------------------------- | --- | -- | -- | - | -- | -- | -- | ---- |
| 1    | F91 Dudelange (T)          | 51  | 22 | 16 | 3 | 3  | 63 | 15 | +48  |
| 2    | Jeunesse d'Esch            | 44  | 22 | 14 | 2 | 6  | 49 | 19 | +30  |
| 3    | Etzella Ettelbruck         | 40  | 22 | 13 | 1 | 8  | 48 | 36 | +12  |
| 4    | CS Grevenmacher            | 38  | 22 | 12 | 2 | 8  | 51 | 27 | +24  |
| 5    | FC Wiltz 71                | 34  | 22 | 9  | 7 | 6  | 36 | 27 | +9   |
| 6    | UN Käerjeng (P)            | 34  | 22 | 10 | 4 | 8  | 36 | 33 | +3   |
| 7    | Racing FC Union Luxembourg | 34  | 22 | 10 | 4 | 8  | 31 | 30 | +1   |
| 8    | CS Pétange                 | 32  | 22 | 10 | 2 | 10 | 29 | 33 | -4   |
| 9    | Swift Hesperange           | 26  | 22 | 6  | 8 | 8  | 31 | 37 | -6   |
| 10   | FC Victoria Rosport        | 23  | 22 | 6  | 5 | 11 | 24 | 42 | -18  |
| 11   | US Rumelange (P)           | 12  | 22 | 3  | 3 | 16 | 20 | 58 | -38  |
| 12   | FC Avenir Beggen           | 5   | 22 | 0  | 5 | 17 | 10 | 71 | -61  |

|  | Qualification pour la poule pour le titre              |
|  | Participation à la poule de relégation                 |
|  | (T) : Tenant du titre (P) : Promu de deuxième division |

### Deuxième phase

#### Poule pour le titre
Les 4 premiers du classement à l'issue de la première phase se disputent le titre national. Les formations rencontrent à nouveau 2 fois leurs adversaires, à domicile et à l'extérieur, en démarrant cette deuxième phase avec la totalité des points acquis en première phase.
| Rang | Équipe                | Pts | J  | G  | N | P  | Bp | Bc | Diff |
| ---- | --------------------- | --- | -- | -- | - | -- | -- | -- | ---- |
| 1    | F91 Dudelange (T) (C) | 64  | 28 | 20 | 4 | 4  | 83 | 22 | +61  |
| 2    | Jeunesse d'Esch       | 53  | 28 | 17 | 2 | 9  | 58 | 36 | +22  |
| 3    | Etzella Ettelbruck    | 49  | 28 | 16 | 1 | 11 | 59 | 47 | +12  |
| 4    | CS Grevenmacher       | 42  | 28 | 13 | 3 | 12 | 58 | 39 | +19  |

|  | Qualification pour la Ligue des clubs champions 2006-2007                                        |
|  | Qualification pour la Coupe UEFA 2006-2007                                                       |
|  | Qualification pour la Coupe Intertoto 2006                                                       |
|  | (T) : Tenant du titre (C) : Vainqueur de la Coupe du Luxembourg (P) : Promu de deuxième division |

#### Poules de relégation
Les 8 autres clubs, non concernés par la poule pour le titre, disputent les poules de relégation. Répartis en 2 poules de 4, ils rencontrent 2 fois (à domicile et à l'extérieur) les 3 autres équipes de la poule. Le dernier club de chaque poule est directement relégué en Division d'Honneur.

##### Poule 1
| Rang | Équipe                     | Pts | J  | G  | N | P  | Bp | Bc | Diff |
| ---- | -------------------------- | --- | -- | -- | - | -- | -- | -- | ---- |
| 1    | FC Wiltz 71                | 47  | 28 | 13 | 8 | 7  | 49 | 36 | +13  |
| 2    | Racing FC Union Luxembourg | 41  | 28 | 12 | 5 | 11 | 40 | 39 | +1   |
| 3    | Swift Hesperange           | 36  | 28 | 9  | 9 | 10 | 41 | 44 | -3   |
| 4    | US Rumelange (P)           | 16  | 28 | 4  | 4 | 20 | 25 | 70 | -45  |

|  | Participation au barrage de relégation D1-D2 |
|  | (P) : Promu de deuxième division             |

##### Poule 2
| Rang | Équipe           | Pts | J  | G  | N | P  | Bp | Bc | Diff |
| ---- | ---------------- | --- | -- | -- | - | -- | -- | -- | ---- |
| 1    | CS Pétange       | 40  | 28 | 12 | 4 | 12 | 39 | 40 | -1   |
| 2    | UN Käerjeng (P)  | 37  | 28 | 10 | 7 | 11 | 44 | 46 | -2   |
| 3    | Victoria Rosport | 32  | 28 | 8  | 8 | 12 | 34 | 50 | -16  |
| 4    | FC Avenir Beggen | 17  | 28 | 4  | 5 | 19 | 18 | 79 | -61  |

|  | Participation au barrage de relégation D1-D2 |
|  | (P) : Promu de deuxième division             |

#### Barrages de promotion-relégation
Afin de permettre le passage de 12 à 14 clubs la saison prochaine, deux matchs de barrage sur terrain neutre sont mis en place entre le dernier de chacune des poules de relégation de Division Nationale et les clubs ayant terminé 3e et 4e de Promotion d'Honneur. Au terme de 2 rencontres très serrées, ce sont les 2 clubs de D2 qui accèdent à l'élite.
| 28 mai 2006 | Avenir Beggen (D1) | 2 - 3 a.p. | FC Mondercange (D2) | Stade rue de la Gare, Junglinster |  |
|             |                    |            |                     |                                   |  |

| 28 mai 2006 | US Rumelange (D1) | 0 - 0 a.p. | FC Mamer 32 (D2) | Stade municipal, Schifflange |  |
|             |                   |            |                  |                              |  |
|             | Tirs au but 3-4   |            |                  |                              |  |

## Bilan de la saison
| Championnat du Luxembourg de football 2005-2006                 |                          |
| Champion                                                        | F91 Dudelange (5e titre) |
| Coupes et trophées                                              |                          |
| Vainqueur de la Coupe du Luxembourg 2005-2006                   | F91 Dudelange            |
| Qualifications continentales                                    |                          |
| Ligue des clubs champions 2006-2007 (1er tour de qualification) | F91 Dudelange            |
| Coupe UEFA 2006-2007                                            | Jeunesse d'Esch          |
| Coupe UEFA 2006-2007                                            | Etzella Ettelbruck       |
| Coupe Intertoto 2006                                            | CS Grevenmacher          |
| Promotions et relégations                                       |                          |
| Promus en Division Nationale                                    | FC Mamer 32              |
| Promus en Division Nationale                                    | FC Mondercange           |
| Promus en Division Nationale                                    | Progrès Niedercorn       |
| Promus en Division Nationale                                    | FC Differdange 03        |
| Relégués en Promotion d'Honneur                                 | Avenir Beggen            |
| Relégués en Promotion d'Honneur                                 | US Rumelange             |

## Meilleurs buteurs
| Pos | Joueur              |            | Club                       | Buts |
| --- | ------------------- | ---------- | -------------------------- | ---- |
| 1   | Fatih Sözen         | Turquie    | CS Grevenmacher            | 23   |
| 2   | Joris Di Gregorio   | France     | F91 Dudelange              | 22   |
| 2   | Fabrizio Rosamilia  | Belgique   | FC Wiltz 71                | 22   |
| 4   | Daniel Huss         | Luxembourg | CS Grevenmacher            | 18   |
| 5   | Rudy Marchal        | France     | Jeunesse d'Esch            | 17   |
| 6   | Daniel Da Mota      | Luxembourg | Etzella Ettelbruck         | 16   |
| 6   | Stéphane Martine    | France     | F91 Dudelange              | 16   |
| 8   | Tomasz Gruszczyński | Pologne    | F91 Dudelange              | 15   |
| 9   | Sergio Pupovac      | Luxembourg | Racing FC Union Luxembourg | 14   |
| 10  | Carlo Pace          | Luxembourg | UN Käerjeng                | 13   |